# Nephelistis poliorhoda
Nephelistis poliorhoda är en fjärilsart som beskrevs av Druce 1908. Nephelistis poliorhoda ingår i släktet Nephelistis och familjen nattflyn. Inga underarter finns listade i Catalogue of Life.